# Pavel Sivakov
Pavel Sivakov (San Donà di Piave, Itália; 11 de julho de 1997) é um ciclista russo. Atualmente corre para a equipa britânico Team INEOS.

## Palmarés
2016
- 1 etapa do Giro do Vale de Aosta

2017
- Ronde d'Isard, mais 2 etapas
- Giro Ciclístico d'Italia
- Giro do Vale de Aosta, mais 1 etapa
- 1 etapa do Tour de l'Avenir

2018
- 2º no Campeonato da Rússia Contrarrelógio

2019
- Tour dos Alpes, mais 1 etapa
- Volta à Polónia

## Resultados nas Grandes Voltas e Campeonatos do Mundo
| Carreira               | 2018 | 2019 |
| ---------------------- | ---- | ---- |
| Giro d'Italia          | -    | 9º   |
| Tour de France         | -    | -    |
| Volta a Espanha        | Ab.  | -    |
| Mundial em Estrada     | 47º  | -    |
| Mundial Contrarrelógio | 33º  | -    |

-: não participa 

Ab.: abandono 

## Equipas
- Intégrale Bicycle Club Isle Jourdain Junior (2014-2015)
- BMC Development Team (2016-2017)
- Sky/INEOS (2018-)
  - Team Sky (2018-04.2019)
  - Team INEOS (05.2019-)